# Thomas Eisfeld
Thomas Eisfeld (Finsterwalde, 18 januari 1993) is een Duits voetballer die bij voorkeur als offensieve middenvelder speelt. Hij tekende in juli 2014 een tweejarig contract bij Fulham, dat hem voor een niet bekendgemaakt bedrag overnam van Arsenal.

## Clubcarrière
Eisfeld kwam op 12-jarige leeftijd bij Borussia Dortmund terecht. Na zeven jaar in de jeugdopleiding verliet hij de club voor Arsenal. Bij Arsenal begon Eisfeld bij de reserves, al trainde hij regelmatig mee met het eerste elftal. Op 30 oktober 2012 debuteerde Eisfeld voor Arsenal in de League Cup tegen Reading. Hij viel in de 62e minuut in voor zijn landgenoot Serge Gnabry. Arsenal won dat duel na verlengingen met 5-7. Eisfeld speelde later nog een wedstrijd om de League Cup voor Arsenal, maar stond daarna nooit meer in het eerste. In juli 2014 vertrok hij daarop naar Fulham, dat toen net naar de Championship was gedegradeerd.
1 Leno ·
2 Tete ·
3 Bassey ·
5 Andersen ·
6 Reed ·
7 Jiménez ·
8 Wilson ·
9 Muniz ·
10 Cairney  ·
11 Traoré ·
12 Vinícius ·
15 Cuenca ·
16 Berge ·
17 Iwobi ·
18 Pereira ·
19 Nelson ·
20 Lukić ·
21 Castagne ·
22 Willian ·
23 Benda ·
30 Sessegnon ·
31 Diop ·
32 Smith Rowe ·
33 Robinson ·
Coach: Silva
· Assistent-coach: Santos